# 松尾卯一太
松尾 卯一太（まつお ういった、1879年1月27日 - 1911年1月24日）は、社会主義者である。幸徳事件（大逆事件）で処刑された12名の1人。

## 略歴
熊本県出身。熊本県尋常中学校卒業。1907年新美卯一郎と『熊本評論』を創刊し、発行人兼編集人を務める（1908年9月20日廃刊）。1909年上京し、『平民評論』を創刊するが発行禁止。1910年の幸徳事件（大逆事件）に連座し刑死となった。享年31。

## 関連書籍
- 上田穣一・岡本宏編著『大逆事件と『熊本評論』』三一書房、1986年